# Palazzo del Banco Mediceo
Il palazzo del Banco Mediceo o brevemente Banco Mediceo era un palazzo di Milano, sede milanese delle attività finanziarie di cambio dei Medici, conosciute in tutta Europa appunto con il nome di Banco Mediceo. Fu uno dei primi esempi di architettura del rinascimento lombardo.

## Storia
Il palazzo era situato in via dei Bossi, nel sestiere di Porta Comasina, dove in seguito sarebbe stato costruito il Teatro alla Scala. Il committente fu Pigello Portinari rappresentante dei Medici nella Milano sforzesca. L'edificio sancì in qualche modo un'alleanza, che chiuse secoli di inimicizia tra Milano e Firenze, tra Francesco Sforza, che nel 1455 donò una preesistente costruzione destinata ad essere trasformata nella sede del Banco e Cosimo de' Medici che ordinò al suo rappresentante di realizzare un nuovo e rappresentativo palazzo per onorare la città di Milano. I lavori si svolsero rapidamente e furono conclusi intorno al 1459.
L'aspetto dell'edificio ci è noto dal trattato di Filarete che riporta, oltre ad alcune notizie, anche un disegno con l'illustrazione del prospetto principale che presentava elementi innovativi del rinascimento toscano, uniti ad altri più tradizionali della pratica architettonica milanese.
Il palazzo mostra una facciata simmetrica con un basamento bugnato, un portale monumentale, un piano nobile con finestre binate poste su un'altra cornice, a coronare l'edificio un cornicione all'antica. L'edificio presentava inoltre una ricca decorazione, compresi dei tondi in ceramica posti poco sotto il cornicione.
Il progettista dell'edificio non è conosciuto con sicurezza, anche se l'attribuzione tradizionale, pur senza riscontri documentari, è quella di Michelozzo, architetto di fiducia della casata Medici. Recentemente prevale l'attribuzione a Filarete, coadiuvato da maestranze locali. Tuttavia Filarete, non si attribuisce il progetto nelle pagine del suo trattato.
Intorno al 1456, la loggia e le sale furono decorate, sempre secondo Filarete, dal maggior artista lombardo dell'epoca, Vincenzo Foppa, con affreschi dal soggetto eccezionalmente profano dei quali è superstite solo un frammento con Cicerone fanciullo che legge nella Wallace Collection di Londra. Altri affreschi erano di Zanetto Bugatto.
L'edificio fu demolito alla fine del XVIII secolo durante le sistemazioni urbanistiche intorno al Teatro alla Scala. Di esso rimane un portale monumentale conservato presso il Museo d'arte antica del Castello Sforzesco, caratterizzato da una sovrabbondante decorazione scultorea lombardo-toscana, opera di Guiniforte Solari e Giovanni Antonio Amadeo. Alcuni tondi in terracotta con ritratti all'antica si trovano invece nella Pinacoteca del Castello Sforzesco.

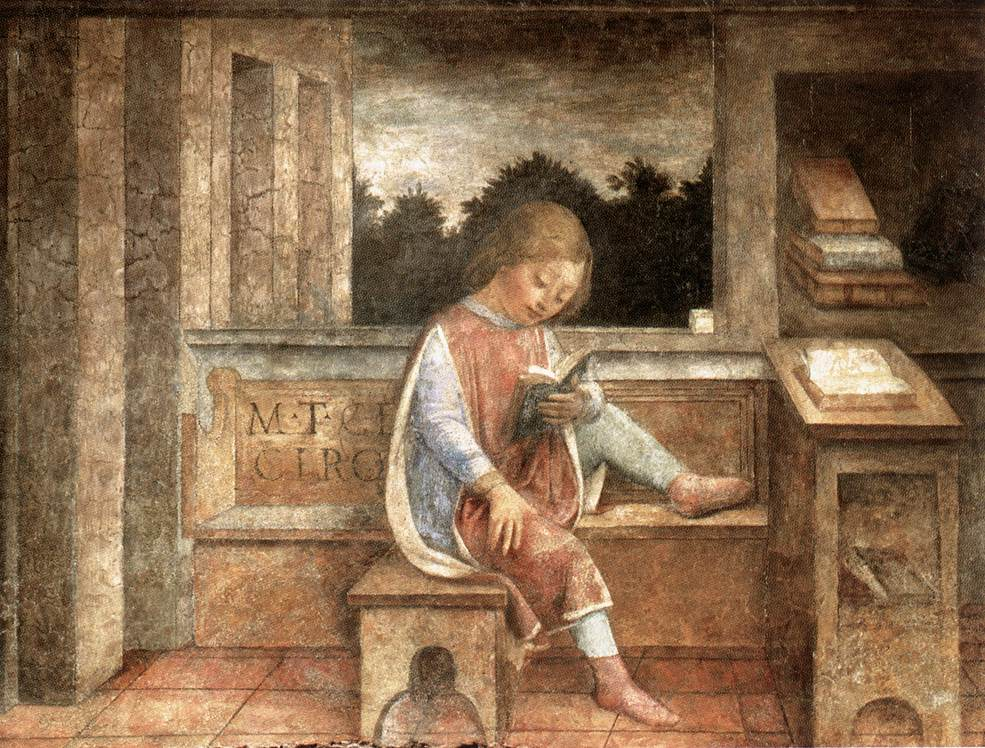
Il frammento di affresco di Vincenzo Foppa, oggi alla Wallace Collection
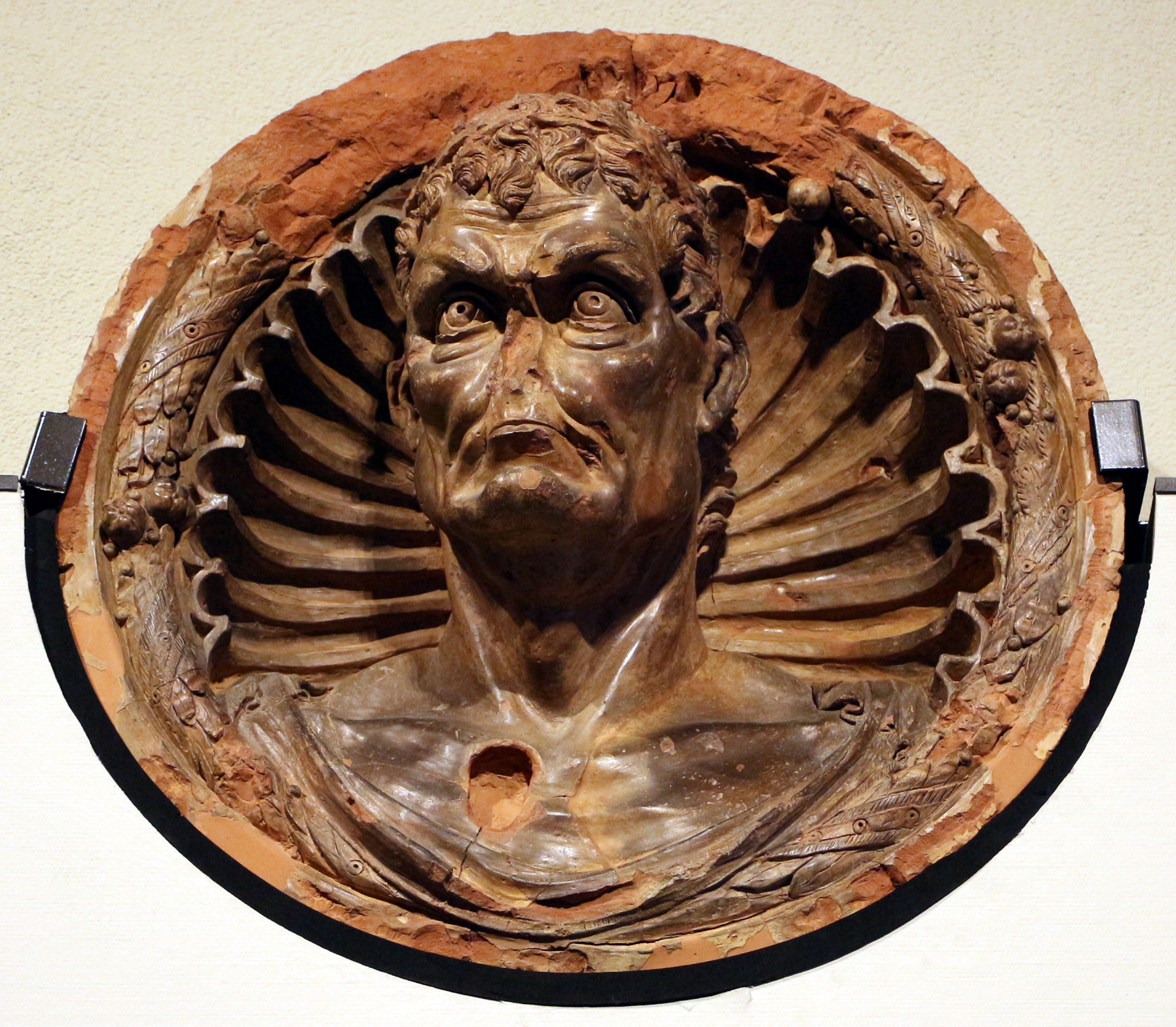
Scultore lombardo, medaglione con busto virile di imperatore o altra figura emblematica, 1485 circa, dalla facciata del palazzo, oggi al Castello Sforzesco di Milano